# Кольонія-Клепачка
Кольонія-Клепачка (пол. Kolonia Klepaczka) — село в Польщі, у гміні Камениця-Польська Ченстоховського повіту Сілезького воєводства.
Населення — 114 осіб (2011).
У 1975-1998 роках село належало до Ченстоховського воєводства.

## Демографія
Демографічна структура станом на 31 березня 2011 року:
|          | Загалом | Допрацездатний вік | Працездатний вік | Постпрацездатний вік |
| -------- | ------- | ------------------ | ---------------- | -------------------- |
| Чоловіки | 56      | 15                 | 37               | 4                    |
| Жінки    | 58      | 18                 | 32               | 8                    |
| Разом    | 114     | 33                 | 69               | 12                   |